# Pseudobarbus burchelli
Pseudobarbus burchelli är en fiskart som först beskrevs av Smith, 1841.  Pseudobarbus burchelli ingår i släktet Pseudobarbus och familjen karpfiskar. IUCN kategoriserar arten globalt som akut hotad. Inga underarter finns listade i Catalogue of Life.